# Hiroto Ishikawa
Hiroto Ishikawa (石川 啓人 Ishikawa Hiroto?), född 16 juli 1998 i Fukuoka prefektur, är en japansk fotbollsspelare.
Ishikawa började sin karriär 2016 i Sagan Tosu. 2020 flyttade han till Roasso Kumamoto.